# Успение Богородично (Сикире)
„Успение Богородично“ (на сръбски: Храм Успенија Пресвете Богородице) е православна църква във вранското село Сикире, югоизточната част на Сърбия. Част е от Вранската епархия на Сръбската православна църква.
Църквата е построена в 1933 година, когато е и осветена от митрополит Йосиф Скопски. Камбанарията на храма е от 1836 година. Иконостасът е от 1917 година, с 26 икони, дело на кумановския майстор Трайко Муфтински. Ктиторският надпис гласи:
| „ | ОВАЈ СВЕТИ ХРАМ УСПЕНИЈА ПРЕСВЕТЕ БОГОРОДИЦЕ ОБНОВИ СЕ У ВРЕМЕ КРАЉА АЛЕКСАНДРА ПРВОГ И МИТРОПОЛИТА Г. ЈОСИФА ОД КОГА БИ ОСВЕЋЕН 1933 Г. 25. СЕПТ. – 8. ОКТОБРА ТРУДОМ И ПРИЛОГОМ СЕЉАНА С. СИКИРЈА. | “ |